# Asilus rufipalpis
Asilus rufipalpis là một loài ruồi trong họ Asilidae. Asilus rufipalpis được Macquart miêu tả năm 1838. Loài này phân bố ở vùng Tân nhiệt đới.